# John Parker (6e comte de Morley)
Pour les articles homonymes, voir John Parker (homonymie).
John St. Aubyn Parker (29 mai 1923 - 20 septembre 2015) est un pair britannique, un militaire et un courtisan.
John Parker est né à Saltram House le 29 mai 1923, fils de John Holford Parker (1886-1955) et de son épouse Marjory Katherine Elizabeth St. Aubyn (née en 1893), fille de John Townshend St Aubyn (2e baron St Levan). Son grand-père est Albert Parker (3e comte de Morley) (1843-1905), et les 4e et 5e comtes, ses oncles, sont morts sans descendance. Le 5e comte, connu par la famille sous le nom d'oncle Monty, est un soldat et l'un des premiers « Aventuriers de l'arche perdue » lors de l'expédition Parker de 1911.

## Carrière militaire
Les ancêtres militaires de Jean sont des courtisans et l'une des plus grandes familles de l'isthme du sud-ouest. Parker fait ses études à l'école Sunningdale, Berkshire avant Eton. En 1941, il s'enrôle dans le King's Royal Rifle Corps, d'abord comme simple soldat. Il est bientôt reconnu et promu à une commission de lieutenant dans l'infanterie. En 1944, il est enrôlé dans l'équipe de protection royale du palais de Buckingham. Puis, en avril 1944, il est invité à Sandringham pour célébrer le 18e anniversaire de la princesse Elizabeth. Ses collègues officiers l'invitent au mess des officiers, situé dans les vastes parcs de Norfolk.
Le lieutenant Parker, nouvellement promu, est envoyé en Allemagne avec un peloton antichar. Après la guerre, il voyage à travers la France et voit la flotte française sabordée à Toulon. Il est ensuite à Gaza dans le cadre des forces du Mandat britannique occupant la Palestine. L'école d'entraînement aux armes d'infanterie emploie Parker comme instructeur, passant son temps libre à tirer sur les canards sur les rives du lac Huleh, près de Beersheba. En 1948, avec l'Inde en suspens, il est transféré avec les Rifles dans la zone du canal de Suez, où des troubles menacent la sécurité des ports commerciaux vitaux. Déjà capitaine, il est affecté en Allemagne avec les Royal Fusiliers, et de là au dépôt régimentaire de la tour de Londres.
Après que la guerre ait éclaté en Corée, il est envoyé en 1952 attaché à un bataillon australien. Quatre jours avant la conclusion du cessez-le-feu, Parker repart pour Suez pour commander une compagnie à Gebelt dans les collines derrière la mer Rouge dans l'arrière-pays occupé par les Arabes. L'ordre étant rétabli, il retourne en Angleterre en 1954.
Le 28 avril 1962, le 5e comte meurt et il hérite du titre et des domaines des comte de Morley. Il est envoyé en garnison à Malte pendant la période où l'île est une colonie et un protectorat britanniques avant d'obtenir sa pleine indépendance en tant que membre du Commonwealth. Il est promu lieutenant-colonel et prend le commandement du 1er bataillon des Royal Fusiliers de 1965 à 1967. En passant par le collège du personnel à Camberley, il est nommé GOC 1 East Midlands District en 1967 pour trois ans. Il prend sa retraite de l'armée en 1970 avec le grade de lieutenant-colonel du Royal Regiment of Fusiliers.

## Agriculture
Après avoir pris sa retraite de la vie militaire, Lord Morley s'implique activement dans ses domaines agricoles. Il se préoccupe depuis longtemps du patrimoine national, depuis que les biens de la famille ont été aliénés. À partir de 1969, le comte de Morley est membre du comité régional du National Trust. Il possède de vastes propriétés agricoles dans le sud-ouest, et dirige la société Farm Industries Ltd, basée à Truro, pendant quinze ans. Il est gouverneur du nouveau Seale Hayne Agricultural College en 1973.

## Affaires
Un an plus tard, déjà membre du conseil d'administration, les banquiers d'Exeter le nomment président de la Lloyds Bank sud-ouest. Les affaires dans le Devon sont florissantes pour Morley, et le comte est membre de la Chambre de commerce de 1970 jusqu'à sa mort. En tant que président de la Chambre incorporée de Plymouth, il est une personnalité centrale dans la vie publique de la ville. L'année suivante, il est invité à devenir président du West Country Tourist Board et le reste pendant dix-huit ans.
Il est aussi juge de paix pour Plymouth avant la réorganisation. En 1974-1975, il fonde Plymouth Sound Ltd et est nommé au conseil des gouverneurs de Plymouth Polytechnic (aujourd'hui université de Plymouth).

## Services royaux
Il est nommé sous-lieutenant du Devon en 1973, bien qu'il ait déjà perdu le siège ancestral au profit du National Trust en 1957.
Il est nommé lord-lieutenant du Devon, en 1982, un poste habituellement réservé aux officiers militaires. En tant que représentant de la reine dans le Devon, il assiste à de nombreuses occasions officielles, visites et événements, assurant la liaison avec le palais et accueillant, entre autres, le président Mitterrand de France. Sa famille vivait à Pound House, Yelverton, en bordure de Dartmoor, au cœur des anciennes mines de Stannaries sur les landes aux cerfs.
En 1987, il est promu colonel honoraire du 4e bataillon Devonshire and Dorsetshire Regiment, qui a récemment fusionné. Le 9 mai 1987, il est nommé colonel honoraire de la 4e Batt. Le Devonshire and Dorset Regiment, 1st Rifle Volunteers et prend sa retraite en 1992.

## Famille
Le 15 octobre 1955, il épouse Johanna Katherine, fille de John Molesworth St Aubyn, 14e baronnet de Fairfield House, Somerset.
Ils ont deux enfants : Mark Lionel Parker, 7e comte de Morley (né le 22 août 1956) et Venetia Parker (née le 5 février 1960). Son fils, Mark Lionel Parker lui succède en tant que comte de Morley. Le 12 novembre 1983, il épouse Carolyn Jill, fille de Donald McVicar of Meols, The Wirral et ont Alexandra Louise (née en 1985), Olivia Clare (née en 1987) et Helena Georgia (née en 1991).
Venetia Catherine Parker épouse le 20 septembre 1997, Francis Jonathan Longstreth Thompson, fils du professeur Francis Michael Longstreth Thompson .
Le comte est décédé le 20 septembre 2015 à l'âge de 92 ans. Après ses funérailles, un service d'action de grâce a eu lieu à Buckland Monachorum, Devon le 28 octobre 2015.